# Чалус
Чалус (перс. چالوس) — річка на півночі Ірану, що протікає на заході Мазендерану. Впадає у Каспійське море поблизу села Фараджабад.
Довжина річки — 72 км. Площа басейну — 1550 км².

## ГЕС
Річка використовується як нижній резервуар ГАЕС Сіах-Бішех.